# Andrzej Dąmbski (zm. 1617)
Andrzej Dąmbski herbu Godziemba (ur. 1550, zm. 1617) – kasztelan konarski kujawski.

## Rodzina
Syn Wawrzyńca z Lubrańca. Poślubił Katarzynę Grabską herbu Pomian, panią na Grabiu, Kopasinie i Wilkowie, córkę Piotra. Z małżeństwa urodziło się trzech synów: Adam (zm. 1660), kasztelan słoński; Piotr (1600-1643) i Jan Szymon (zm. 1660), kasztelan konarski kujawski i kasztelan brzeskokujawski.

## Pełnione urzędy
Od 1577 pełnił obowiązki pisarza grodzkiego brzeskiego, następnie mianowany podstolim brzeskokujawskim (1595). Był deputatem na Trybunał Koronny w latach 1584–1589 oraz posłem na sejm (1607). Pracował jako komisarz do korekty praw koronnych. Od 1602 roku pełnił urząd kasztelana konarsko-kujawskiego.

## Dobra majątkowe
Posiadał dobra majątkowe: Borucie i Dąbsko, Smólsk Folwaryczny, Smólsk Piaseczny, Rzęsina i Rzęsinka.